# Маркиз де Фречилья и Вильяррамьель
Маркиз де Фречилья и Вильяррамьель — испанский дворянский титул. Он был создан 6 июля 1592 года королем Испании Филиппом II (который в то время также был королем Португалии под именем Филиппа I) для своего родственника Эдуардо де Браганса (1569—1627), также известного как  Дуарте де Португаль.

## История
Титул был предоставлен королем Испании Филиппом II могущественному португальскому доме Браганса после того, как в 1580 году он был избран королем Португалии после пресечения Ависской династии. Между Испанией и Португалией была заключена иберийская или пиренейская уния.
Дуарте де Браганса был вторым сыном Жуана I де Браганса (1543—1583), 6-го герцога де Браганса (1563—1583), и Екатерины де Гимарайнш (1540—1614).
После вступления на португальский престол Филипп II получил поддержку герцога Жуана де Браганса. В 1582 году король Испании Филипп II передал Теодозиу, старшему сыну и наследнику герцога Жуана Браганса, должность коннетабля Португалии. В 1592 году Филипп II пожаловал Дуарте де Браганса испанские титулы маркиза де Фречилья и сеньора де Вильяррамьель-де-Кампос.
В 1596 году Эдуардо де Браганса женился на Беатрис Альварес де Толедо, дочери Хуана Альвареса де Толедо и Монроя, 5-го графа де Оропеса. Их сын и наследник, Фернандо Альварес де Толедо и Португаль (1597—1621), унаследовал титул 2-го маркиза де Фречилья и Вильяррамьель.
Впоследствии титул маркиза носили представители знатных испанских домов, герцоги Альба, Фриас, Эскалона и Осуна.

## Список маркизов де Фречилья и Вильяррамьель
|                                             | Титул                                                          | Период                                      | Примечания                                                                                                  |
| Креация создана королем Испании Филиппом II | Креация создана королем Испании Филиппом II                    | Креация создана королем Испании Филиппом II | Креация создана королем Испании Филиппом II                                                                 |
| ------------------------------------------- | -------------------------------------------------------------- | ------------------------------------------- | --- |
| I                                           | Эдуардо де Браганса                                            | 1592-?                                      | |
| II                                          | Фернандо Альварес де Толедо и Португаль                        | ? — 1621                                    | 6-й граф де Оропеса, 1-й маркиз де Харандилья                                                               |
| III                                         | Эдуардо Фернандо Альварес де Толедо и Португаль                | 1621—1671                                   | 7-й граф де Оропеса, 2-й маркиз де Харандилья                                                               |
| IV                                          | Мануэль Хоакин Альварес де Толедо                              | 1671—1707                                   | 8-й граф де Оропеса, 7-й граф де Делейтоса                                                                  |
| V                                           | Висенте Педро Альварес де Толедо и Португаль                   | 1707—1728                                   | 9-й граф де Оропеса, 8-й граф Алькаудете                                                                    |
| VI                                          | Педро Висенте Альварес де Толедо и Португаль                   | 1728—1728                                   | 10-й граф де Оропеса                                                                                        |
| VII                                         | Анна Мария Альварес де Толедо и Португаль                      | 1728—1729                                   | 11-й графиня де Оропеса, графиня дель-Вильяр-де-Граханехос                                                  |
| VIII                                        | Анна Мария Лопес-Пачеко и Альварес де Толедо                   | 1729—1768                                   | 11-й герцог де Эскалона, 14-й маркиз де Агилар-де-Кампоо                                                    |
| IX                                          | Франсиско де Паула де Сильва и Альварес де Толедо              | 1768—1770                                   | 11-й герцог де Уэскар                                                                                       |
| X                                           | Мария дель Пилар Тереза Каэтана де Сильва и Альварес де Толедо | 1770—1802                                   | 13-я герцогиня де Альба                                                                                     |
| XI                                          | Диего Пачеко Тельес-Хирон Гомес де Сандоваль                   | 1802—1811                                   | 13-й герцог де Фриас, 15-й граф де Фуэнсалида                                                               |
| XII                                         | Бернардино Фернандес де Веласко и Бенавидес                    | 1811—1851                                   | 18-й граф де Аро, 10-й граф де Кольменар-де-Ореха                                                           |
| XIII                                        | Хосе мария Фернандес де Веласко и Хаспе                        | 1851—1888                                   | 15-й герцог де Фриас, 19-й граф де Аро                                                                      |
| XIV                                         | Бернардино Фернандес де Веласко и Бальфе                       | 1888—1916                                   | 16-й герцог де Фриас, 20-й граф де Аро                                                                      |
| XV                                          | Мария Виктория Фернандес де Веласко и Ноулз                    | 1916 — ?                                    | |
| XVI                                         | Мария дель Пилар Дуке д Эстрада и Марторель                    | 1956—1966                                   | |
| XVII                                        | Хосе Фернандес де Веласко и Сфорца                             | 1966—1986                                   | |
| XVIII                                       | Анхела Мария Тельес-Хирон и Дуке де Эстрада                    | 1986-2015                                   | 16-я герцогиня де Осуна, 16-я герцогиня де Аркос, 19-я герцогиня де Гандия, 14-я герцогиня де Уседа и т. д. |
| XIX                                         | Анхела Мария де Солис-Бомонт и Тельес-Хирон                    | 2017 — настоящее время                      | 17-я герцогиня де Осуна.                                                                                    |